# Línia R3 (Rodalia de Barcelona)
La línia R3 és un servei ferroviari de rodalia i regional que forma part de Rodalies de Catalunya, operat per Renfe Operadora, que circula per les línies de ferrocarril d'ample ibèric propietat d'Adif. El servei connecta les estacions de l'Hospitalet de Llobregat i Vic, i alguns trens, en servei regional, tenen com a destinació final Ripoll, Ribes de Freser, Puigcerdà o la Tor de Querol. Aquesta línia també és coneguda com la línia de Puigcerdà, la línia del Nord o el Transpirinenc.

## Història

### Rodalies

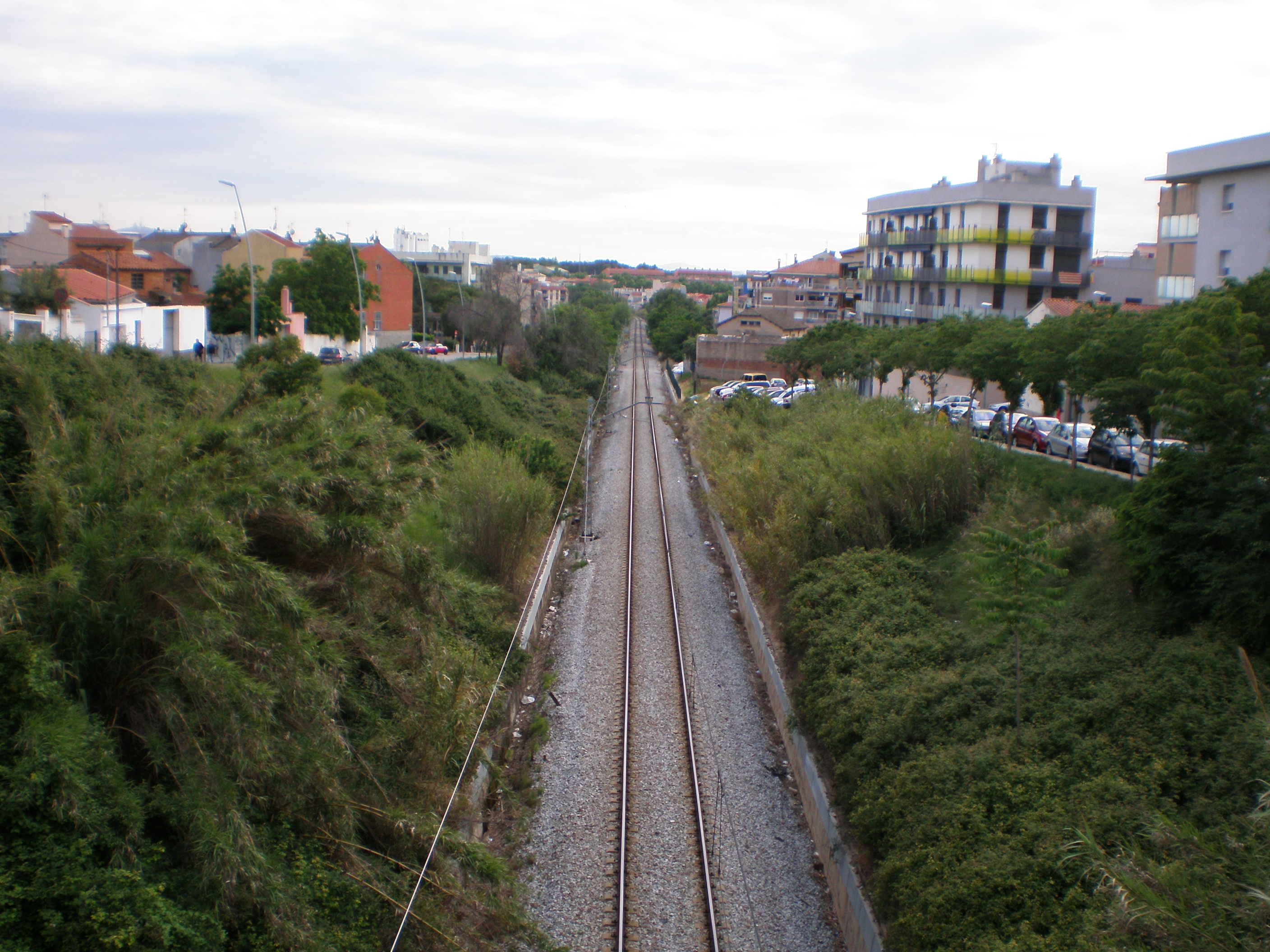
Traçat del tren de via única a Mollet.

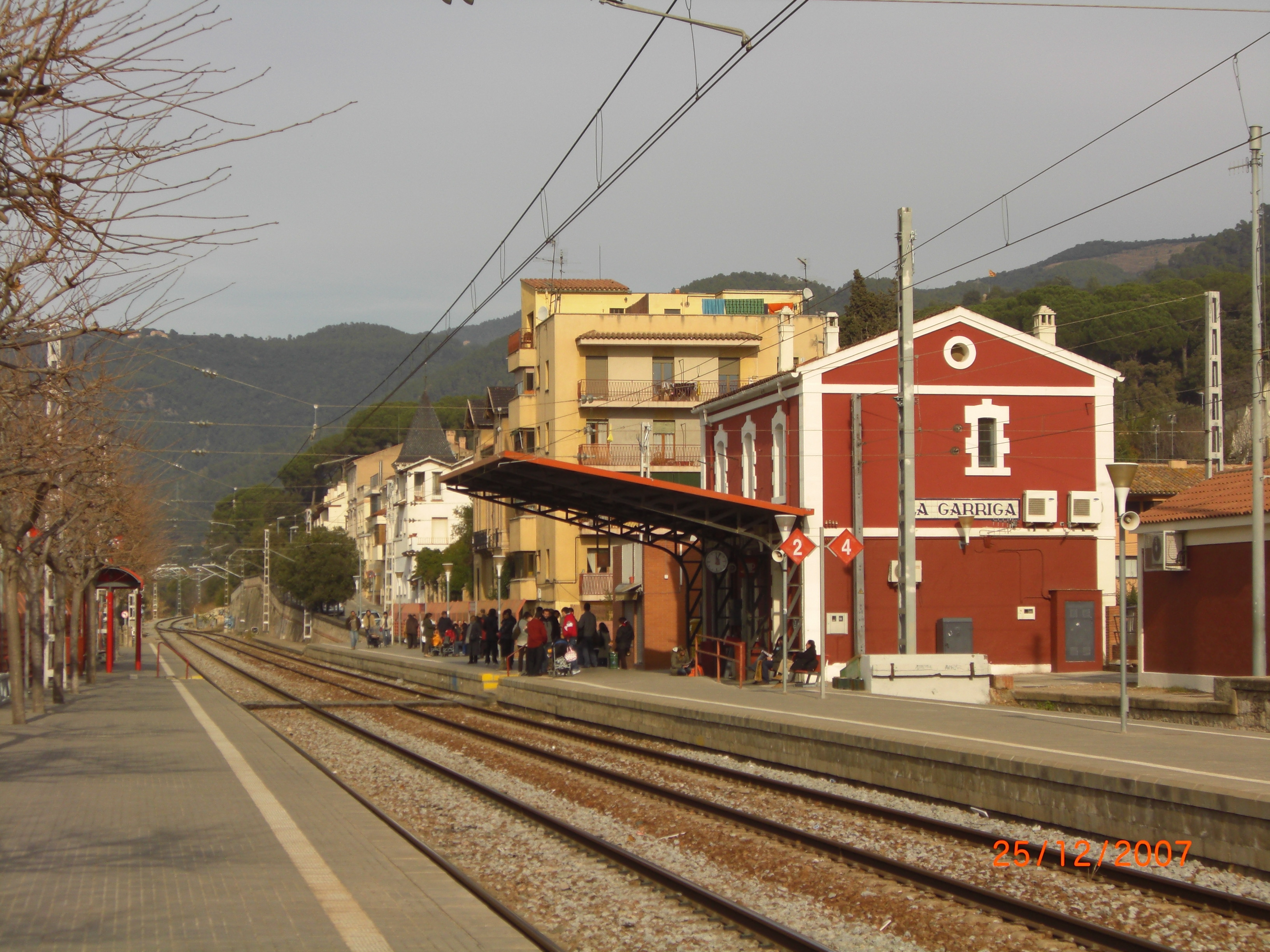
Estació de la Garriga.

El 1980 RENFE va crear Cercanías, en el marc d'un pla de millores per "trencar la mala imatge de Renfe", que va suposar la instauració de 162 serveis de rodalia nous i la millora d'altres d'existents, el Plan General Ferroviario va suposar la modernització de la xarxa. El 1984, la companyia va passar a organitzar-se en unitats de negoci amb la creació de Cercanías Renfe, posteriorment Rodalies Renfe a Catalunya, i l'any 1985 es va reorganitzar i va sorgir un nou disseny per al servei de rodalia.
Anteriorment Renfe Operadora utilitzava una C de Cercanías per numerar les línies, en aquest cas C3. Posteriorment van conviure amb la R de Rodalies fins al traspàs del servei de "Rodalies Barcelona" a la Generalitat de Catalunya, que es va fer efectiu l'1 de gener de 2010, i la lletra R va passar a ser l'única lletra distintiva dels serveis de rodalia de Barcelona. Antigament, els trens al Pirineu formaven part de la unitat de negoci de Mitjana Distància i el servei s'anomenava Ca5.

### Línia

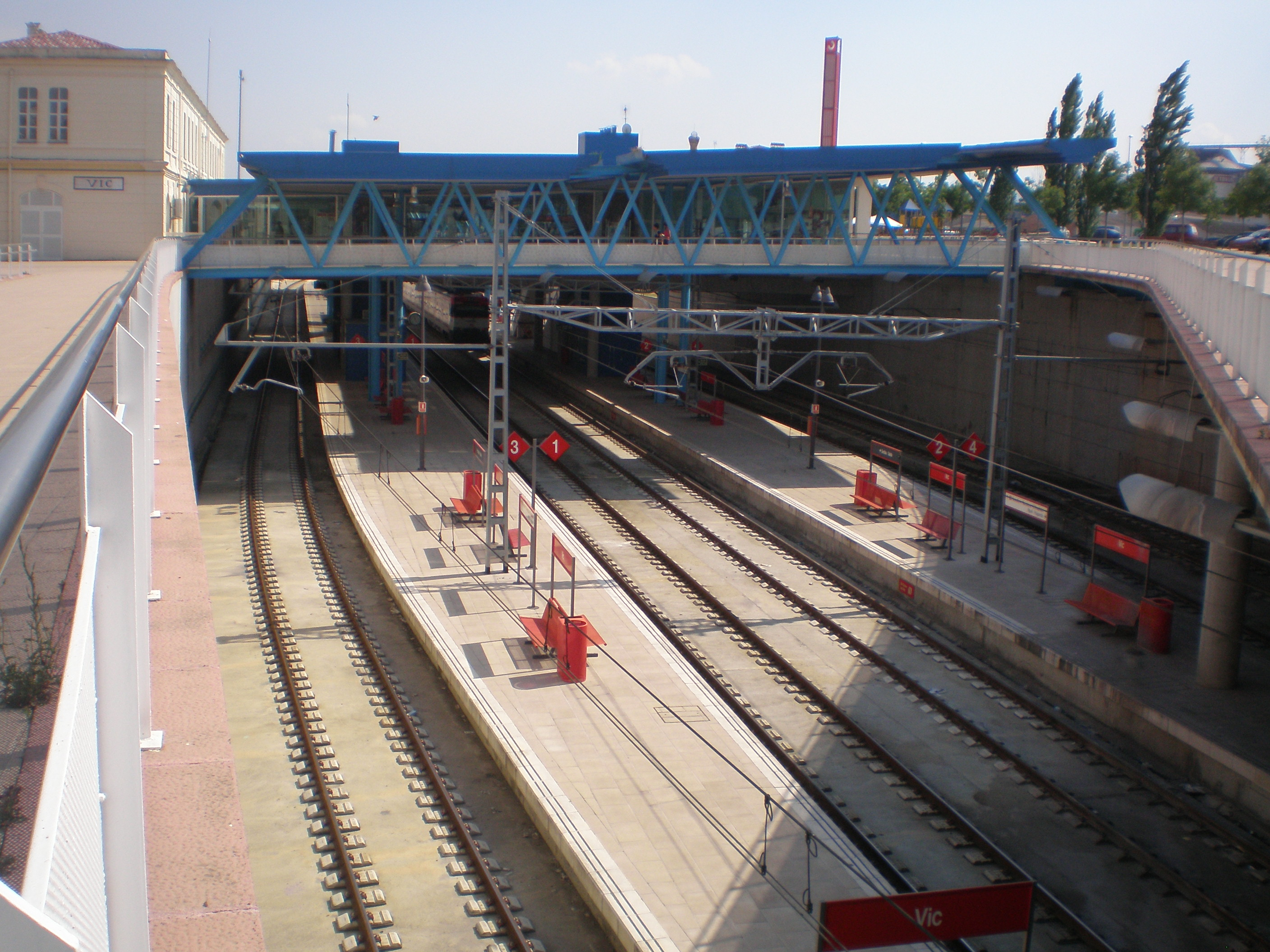
Estació de Vic.

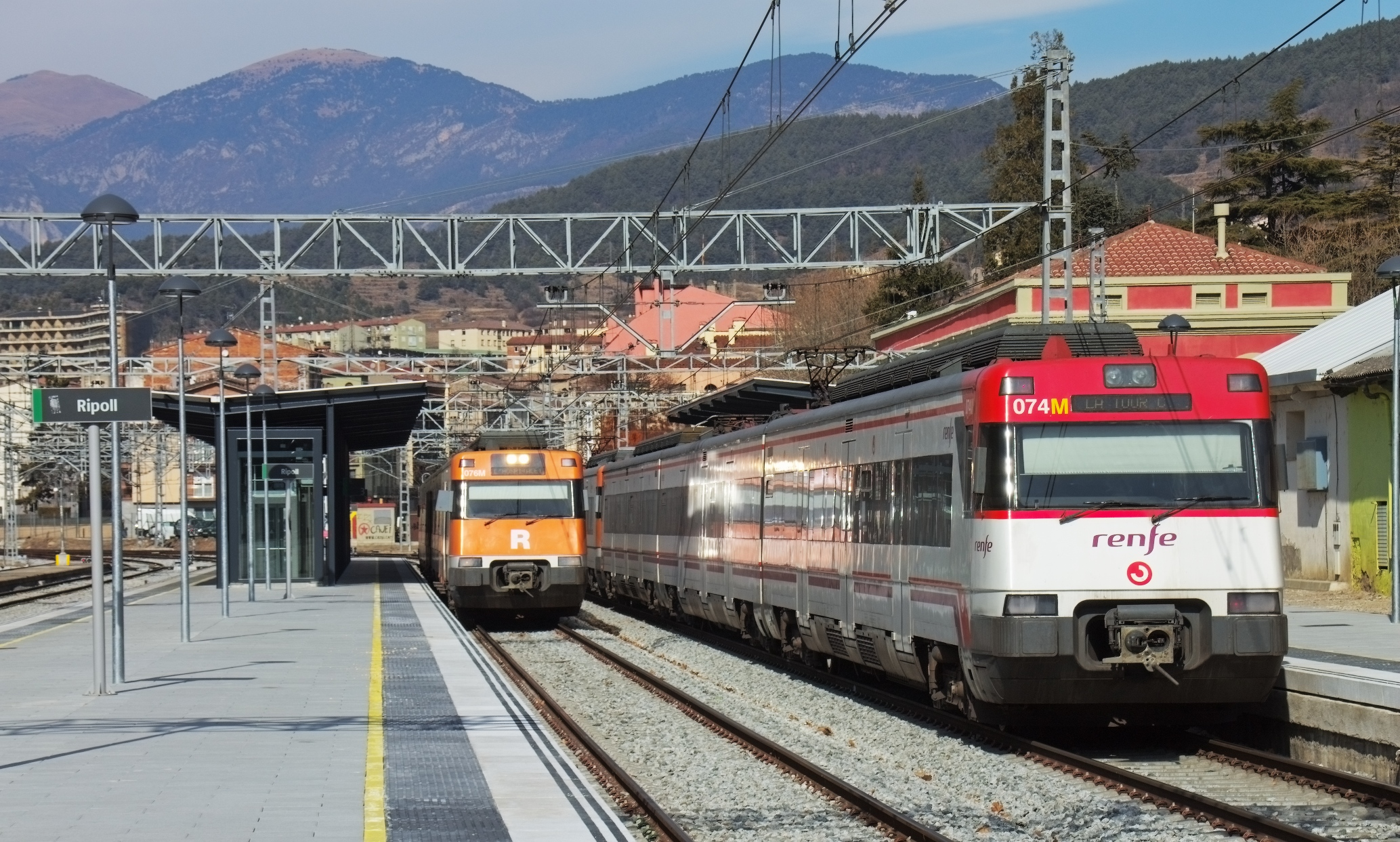
Encreuament d'unitats elèctriques de la sèrie 447 de Renfe Operadora a l'estació de Ripoll.

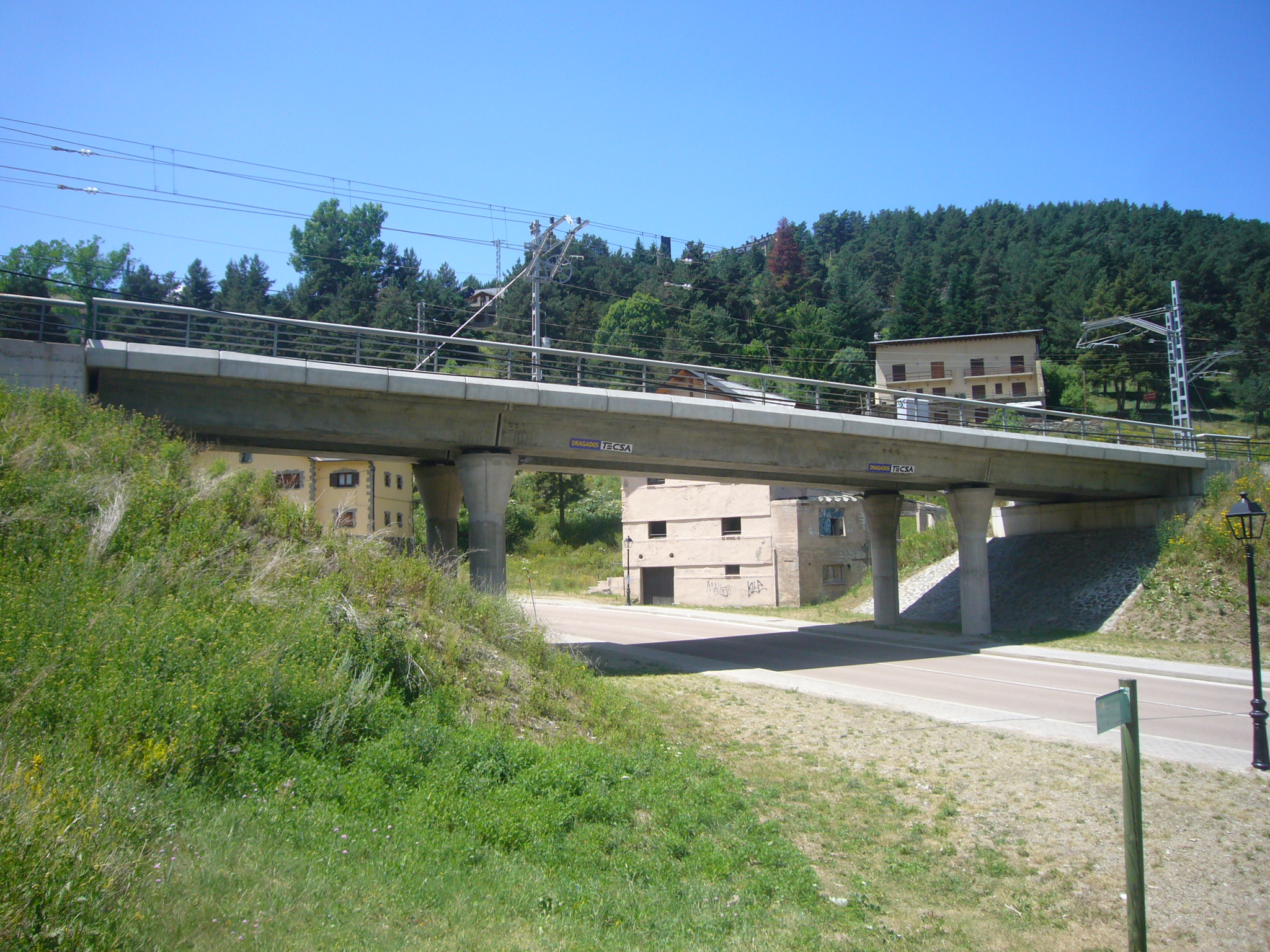
Pont del tren a La Molina.

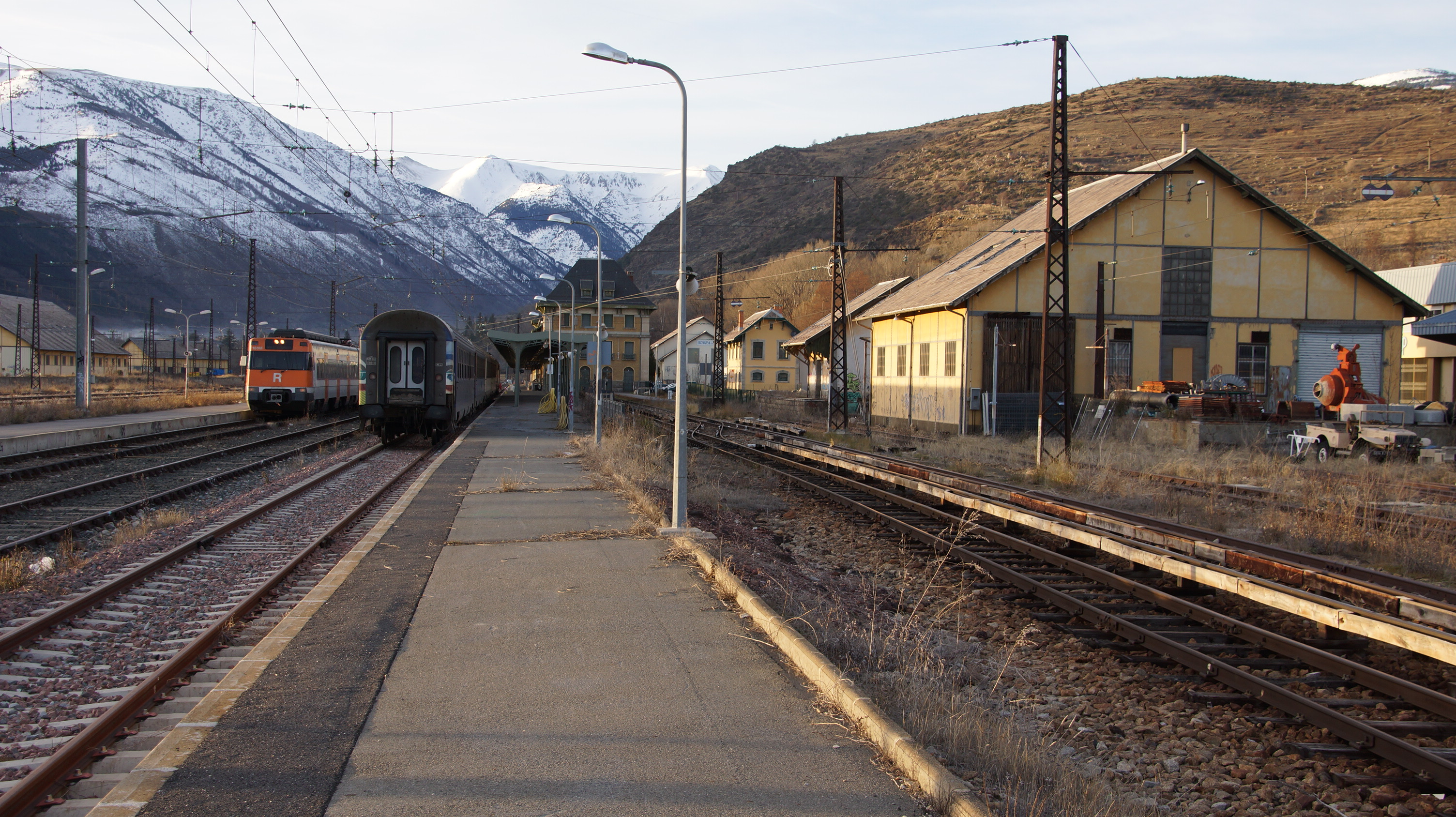
Estació de la Tor de Querol.

La història de la línia de Barcelona a Ripoll, Puigcerdà i la Tor de Querol té dues etapes molt diferenciades, amb l'estació de Ripoll com a nexe d'unió.
La primera es remunta a mitjan segle xix, quan la necessitat de connectar els jaciments carbonífers d'Ogassa amb les noves indústries de Barcelona va determinar la construcció de la línia ferroviària de Barcelona a Ripoll i Sant Joan de les Abadesses, que disposaria d'un ramal fins a les instal·lacions mineres. El nou ferrocarril entrà en servei en successives etapes: de Granollers a Vic (1875), de Vic a Torelló i de Torelló a Sant Quirze de Besora (1879), de Sant Quirze de Besora a Ripoll i de Ripoll a Sant Joan de les Abadesses (1880). Posteriorment es va construir una nova línia directa per la part sud entre Granollers i Montcada, ja que fins llavors els trens de Sant Joan utilitzaven el traçat de la línia de Girona entre Granollers i Barcelona. Cal esmentar que la secció entre Ripoll i Sant Joan de les Abadesses va ser clausurada els anys vuitanta i convertida en via verda.
Per la seva banda, la línia de Ripoll a Puigcerdà, el denominat Ferrocarril Transpirinenc, va néixer amb la idea de comunicar amb la xarxa francesa, però la dificultat de les seves obres en va endarrerir molts anys la construcció. El primer tram de Ripoll a Ribes de Freser es va inaugurar el 1919, però el tram més complex —entre Ribes de Freser i la Molina (amb el túnel de Toses i el túnel helicoidal denominat del Cargol)— no entraria en servei fins al 1922, si bé la línia arribà ja a Puigcerdà a finals d'aquell mateix any. El 1929 el traçat s'amplià fins a l'estació internacional de la Tor de Querol per enllaçar amb la nova línia transpirinenca francesa (Línia del Pimorent) i amb el ferrocarril de via estreta de Vilafranca del Conflent (El Tren Groc).

## Característiques generals
Transporta 6,6 milions de passatgers a l'any. En el tram l'Hospitalet - Vic transporta de mitjana 20.956 viatgers en dia laborable; en el tram Vic - la Tor de Querol, uns 1.885 viatgers/dia laborable; i circulen una mitjana de 76 trens cada dia laborable de la sèrie 447. De vegades, de manera ocasional hi circulen trens Civia.
El servei transcorre principalment per les següents línies de ferrocarril:
- Línia Barcelona-Ripoll, en el tram entre Montcada Bifurcació i Ripoll.
- Línia Ripoll-Puigcerdà, tota la línia fins a Puigcerdà o la Tor de Querol.

Un total de 77 quilòmetres de longitud fins a Vic fent parada a 20 estacions, i 165,9 km fins a la Tor de Querol recorrent per 34 estacions i parant-ne a 23. A l'àrea metropolitana de Barcelona té connexions amb les línies R1, R2, R4, R7 i serveis regionals de Rodalies de Catalunya, serveis d'alta velocitat i llarga distància i metro de Barcelona. Al Pirineu, amb el Cremallera de Núria, l'autobús de l'estació d'esquí de la Molina, el Tren Groc i TER de (SNCF).
Les estacions terminals són l'Hospitalet de Llobregat al sud, i al nord ho poden ser Granollers-Canovelles, la Garriga, Vic, Ripoll, Ribes de Freser, la Molina (durant la temporada d'esquí), Puigcerdà i la Tor de Querol.

### Tren Blanc
L'anomenat Tren Blanc és un servei que circula entre l'Hospitalet de Llobregat i la Molina durant la temporada d'esquí, i fa parada en 11 estacions —entre les quals Granollers, Vic, Ripoll i Ribes de Freser.

## Estacions
Hi ha quatre estacions de la línia que estan incloses en l'Inventari del Patrimoni Arquitectònic Català: 
- Puigcerdà
- Ripoll
- la Molina
- Vic

| Estació                             | Municipi                    | Correspondències | Zona         | Zona ATM     |
| ----------------------------------- | --------------------------- | ---------------- | ------------ | ------------ |
| L'Hospitalet de Llobregat           | l'Hospitalet de Llobregat   |                  | 1            | 1            |
| Sants                               | Barcelona                   |                  | 1            | 1            |
| Plaça de Catalunya                  | Barcelona                   |                  | 1            | 1            |
| Arc de Triomf                       | Barcelona                   |                  | 1            | 1            |
| La Sagrera - Meridiana              | Barcelona                   |                  | 1            | 1            |
| Fabra i Puig                        | Barcelona                   |                  | 1            | 1            |
| Torre Baró Vallbona                 | Barcelona                   |                  | 1            | 1            |
| Montcada Bifurcació                 | Montcada i Reixac           |                  | 1            | 1            |
| Montcada i Reixac - Sant Joan       | sense servei                | sense servei     | sense servei | sense servei |
| Montcada-Ripollet                   | Montcada i Reixac           |                  | 1            | 1            |
| Santa Perpètua de Mogoda La Florida | Santa Perpètua de Mogoda    |                  | 2            | 2D           |
| Mollet - Santa Rosa                 | Mollet del Vallès           |                  | 2            | 2D           |
| Parets del Vallès                   | Parets del Vallès           |                  | 3            | 2D           |
| Montmeló Nord                       | Montmeló                    |                  | 2            | 2D           |
| Granollers-Canovelles               | Granollers                  |                  | 3            | 3D           |
| Les Franqueses del Vallès           | Les Franqueses del Vallès   |                  | 3            | 3D           |
| Llerona                             | sense servei                | sense servei     | sense servei | sense servei |
| La Garriga                          | La Garriga                  |                  | 4            | 4F           |
| Figaró                              | Figaró-Montmany             |                  | 4            | 4F           |
| Sant Martí de Centelles             | Sant Martí de Centelles     |                  | 4            | 4F           |
| Centelles                           | Centelles                   |                  | 5            | 5F           |
| Balenyà - els Hostalets             | Balenyà                     |                  | 5            | 5F           |
| Balenyà-Tona-Seva                   | Seva                        |                  | 5            | 5F           |
| Taradell - Mont-rodon               | sense servei                | sense servei     | sense servei | sense servei |
| Vic                                 | Vic                         |                  | 6            | 6D           |
| Manlleu                             | Manlleu                     |                  | 6h           | 6H           |
| Torelló                             | Torelló                     |                  | 6h           | 6H           |
| Borgonyà                            | Sant Vicenç de Torelló      |                  | 6h           | 6H           |
| Sant Quirze de Besora               | Sant Quirze de Besora       |                  | 6h           | 6H           |
| La Farga de Bebié                   | Montesquiu                  |                  | -            | -            |
| Ripoll                              | Ripoll                      |                  | -            | -            |
| Campdevànol                         | Campdevànol                 |                  | -            | -            |
| Aigües de Ribes                     | sense servei                | sense servei     | sense servei | sense servei |
| Ribes de Freser                     | Ribes de Freser             |                  | -            | -            |
| Planoles                            | Planoles                    |                  | -            | -            |
| Toses                               | Toses                       |                  | -            | -            |
| La Molina                           | Alp                         |                  | -            | -            |
| Urtx-Alp                            | Fontanals de Cerdanya i Alp |                  | -            | -            |
| Queixans                            | sense servei                | sense servei     | sense servei | sense servei |
| Puigcerdà                           | Puigcerdà                   |                  | -            | -            |
| La Tor de Querol - Enveig           | Enveig i La Tor de Querol   | Tren groc        | -            | -            |

## Mancances i millores

### Infraestructures
Atès que des de Montcada Bifurcació el recorregut es fa íntegrament en via única i que condiciona les freqüències de pas, està previst el desdoblament parcial de la línia Barcelona-Ripoll, per tal de millorar la puntualitat i freqüència dels trens. L'inici de les obres d'aquesta millora de la línia R3, llargament reivindicada, va ser l'agost de 2021. El primer tram desdoblat serà de 17,1 km entre Parets del Vallès i La Garriga. El mateix tram, patirà un segon tall d'un any sencer des de a partir de Sant Joan en 2025. Es va construir provisionalment un taller de manteniment a Ripoll per suplir trens avariats en el tram superior de les obres. El desdoblament entre Montcada i Vic es preveu estar finalitzat al voltant de 2030, avançant-se del 2035 reivindicat per entitats i empreses d'Osona.
Per altra banda, la construcció de la Línia Castelldefels-Cornellà-Barcelona podria suposar el perllongament del servei fins a Castelldefels o Vilanova i la Geltrú. També quedaria per resoldre la modernització del tram que va des de la frontera francesa fins a la Tor de Querol, ja que des del 1929 no se li ha fet cap manteniment ni modernització.

### Parc mòbil
Renfe, l'operadora de la línia, ha realitzat millores al seus trens del model 447 per fer-los més còmodes i accessibles. El 2013 es van canviar els seients per una versió amb millor ergonomia, així com afegir portaesquís i portabicicletes. Entre el 2018 i el 2020 s'ha millorat l'accessibilitat dels combois, rebaixant el pis del vagó central per permetre l'accés amb cadires de rodes o cotxets. La reforma també ha inclòs la instal·lació de lavabo accessibles.